# Station Ingolstadt Nord
Station Ingolstadt Nord is een spoorwegstation in de Duitse plaats Ingolstadt.   
Het is het tweede station van Ingolstadt naast het hoofdstation.